# Портрет Альбера Каэна д’Анвера
«Портрет Альбера Каэна д’Анвера» (фр. Albert Cahen d’Anvers) — картина, написанная в 1881 году французским художником Пьером Огюстом Ренуаром (Pierre-Auguste Renoir, 1841—1919). Принадлежит музею Гетти в Лос-Анджелесе. Размер картины — 80 × 63,8 см (по другим данным — 79,8 × 63,7 см).

## Описание
На картине изображён композитор Альбер Каэн д’Анвер, которому на тот момент было 35 лет. Франтоватый и уверенный в себе, с сигаретой в левой руке, он сидит на белом стуле с голубой отделкой, на фоне обоев с причудливым переплетением цветущих растений. Важной деталью его лица являются пышные усы — в то время растительность на лице мужчины рассматривалась как существенный фактор его сексуальности.

## История
В конце 1878 года Пьер Огюст Ренуар познакомился с Шарлем Эфрусси — влиятельным художественным критиком и издателем, а также меценатом и коллекционером живописи, происходившим из еврейской банкирской династии. В 1880—1881 годах Ренуар написал ряд портретов членов семьи Эфрусси, а также его друзей. В частности, Шарль Эфрусси познакомил Ренуара со своей возлюбленной Луизой Каэн д’Анвер, которая была женой Луи Каэна д’Анвера — банкира из другой еврейской банкирской династии. Летом 1880 года Ренуар начал писать портрет Ирэн Каэн д’Анвер — старшей дочери Луизы, — а после этого он также написал двойной портрет младших дочерей Лиузы — Элизабет и Алисы. Третьей и последней картиной, изображающей членов этого семейства, был портрет композитора Альбера Каэна д’Анвера, брата Луи.
Ренуар писал эту картину в загородном имении своего друга Поля Берара, расположенном в Нормандии, недалеко от Дьепа. Она была закончена и подписана художником 9 сентября 1881 года.
С 1881 года картина находилась у Альбера Каэна д’Анвера. После его смерти, последовавшей в 1903 году, картина продолжала оставаться в собственности его родственников — предположительно, она перешла по наследству к его племяннику Юберу Каэну д’Анверу (Hubert Cahen d’Anvers). Известно, что картина какое-то время находилась в коллекции Йозефа Штегмана (Josef Steegmann или Joseph Steegman) в Цюрихе, а затем, не позднее 1971 года, через базельскую галерею Эрнста Бейелера перешла в частную коллекцию в Женеве. В 1988 году через галерею Бейелера картина была продана из швейцарской частной коллекции музею Гетти.